# Kamény

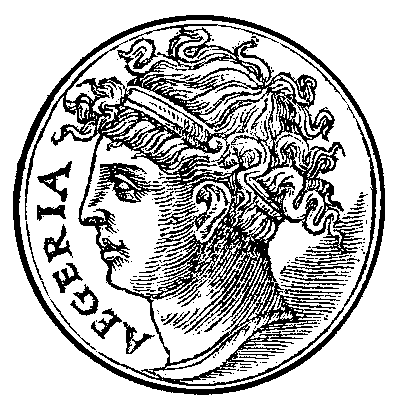
jedna z kamén, Egeria

Kamény (latinsky Camenae) jsou skupinou římských bohyň či nymf spojovaných s prameny, léčením a věštěním. Věřilo se že mohou léčit nemoci a proto jim byla obětována voda a mléko. Nejvýznamnějšími kaménami byla bohyně porodu Carmenta a nymfa Egeria, která se u Porty Capeny měla setkávat s králem Numou Pompiliem. Kamény byly ztototožněny s řeckými Músami. Například ve svém překladu Odysseie Livius Andronicus v 3. století př. n. l. vzývá namísto Músy Camēnu, v plurálu byly ztotožněny v 2. století př. n. l. Quintem Enniem.

## Fons Camenarum
Kaménám byl zasvěcen háj a v něm ležící pramen (Fons Camenarum) na vrchu Caeliu v blízkosti Porty Capeny. U pramene stála malá aedicula z bronzu, údajně zde umístěná Numou Pompiliem. Na Numův příkaz měli vestálky místní vodou, kterou nosili v dlaních, denně kropit chrám své bohyně. Po zásahu aediculy bleskem, přibližně roku 187 př. n. l. byla přemístěna do blízkého chrámu Hona a Virta a téhož roku konzulem Marcem Fulviem Nobiliorem do chrámu Herkula a Mús. Aedicula byla nahrazena chrámem v kterém vztyčil svou sochu básník Lucius Accius (170-86 př. n. l.). Zasvěcen byl pravděpodobně 13. srpna, což byl den slavnosti Kamén. Decimus Iuvelanis v 1. století zmínil že pramen byl obložen mramorem a přeměněn tak v nymfeum, což je pravděpodobně přehnané, a že v blízkosti žila židovská komunita. Fons Camenarum je pravděpodobně totožný s pramenem náležejícím ke kostelu San Gregorio Magno al Celio.